# Sulza
Ne doit pas être confondu avec Bad Sulza.
Sulza est une commune allemande de l'arrondissement de Saale-Holzland, Land de Thuringe.

## Géographie
Sulza se trouve le long de la Saale.
|             | Iéna         |          |
| Rothenstein | Sulza        | Zöllnitz |
|             | Großbockedra |          |

## Histoire
Sulza est mentionné pour la première fois en 1531.